# 古田重二良
古田 重二良 （ふるた じゅうじろう、1901年（明治34年）6月23日 - 1970年（昭和45年）10月26日）は、日本の教育者。昭和時代戦後期の日本大学第四代理事長ないし会頭を歴任し、日大のマンモス化を達成した。私立大学の経営者（教育者）として昭和戦後期の高等教育機関が少なかったころに、マスプロ大学（マスプロ教育）のシステムを導入して大学進学率上昇に貢献し、理系学部を重視した政策をとった。また、戦後期に財界から期待されてサラリーマン育成機関となった私立大学のなかで、日大におけるビジネス教育の推進といった日本の大学経営における手法を確立した。大学闘争では最大規模となる日大紛争（日大闘争）を招いた当事者になる。学校法人秋田短期大学（現・学校法人ノースアジア大学）初代理事長。

## 経歴

### 柔道学生から職員に
秋田県秋田市生まれ。若い頃の古田重二良は教職を志し秋田師範学校に入学したものの、学校で校長の排斥運動を行ったことからその学校を中途で退学する。その後、柔道部の先輩を頼り、日本大学専門部法律科へと進学する。古田重二良は学生時代には日大の柔道部主将として活躍し、学業より柔道の方に身が入っていたという。
1926年（大正15年）、古田重二良は日本大学高等専攻科法律学科を卒業すると、日本大学高等工学校（現在の理工学部）職員と兼務する形式で柔道師範として就職する。
1945年（昭和20年）、日本大学本部の事務長に就任し、千葉県津田沼町へ疎開していた理工学部（当時は工学部・高等工学校）など日大全体の戦後復興に尽力した。

### 理事長から会頭に就任
1949年（昭和24年）12月、古田重二良は佐藤運雄の後を受けて日大の理事長に就任した。当時の日大の会頭・総長だった呉文炳を補佐しつつ、「教育と経営は一体であり私立大学は自ら財政基盤を強固めにして、自主的な経営を行う事によって私学における学問の自由や研究の成果は期待できない」と考えて、大学の財政基盤の強化と研究の充実に力を振るった。
1951年（昭和26年）2月、古田重二良は日大理事長を退くものの、同年5月には理事会長として復帰した。

さらに1956年（昭和31年）の企画委員会総会では、委員長の古田重二良が「今日の内外の情勢と大学のあり方」というテーマで以下の様に発言している。
皆様が承知の通り大学の使命重要度は増加してきた。社会は月進歩月歩の古語があるが、今日の社会進歩のスピードが早く、世界各国の距離間隔はせばまり一国の状況は他の国々にも大きな影響を与える。各国は一日と安心せず、研究が盛んに続行して止むことなく研究と教育の最高の場が大学である。大学の使命が世界的重要度があるのは当然である。世界各国とも大学のあり方に対する関心が高くて異常なものである。
1958年（昭和33年）6月、古田重二良は呉の後を受けて日大の会頭に就任した。そして、永田菊四郎日大総長と二人三脚で世界的総合大学を目指した。

この新体制は、学内外の情勢の変化に積極的に対応して、同年9月に世界的なを目指すための日本大学改善方策案を掲示した。内容は次のとおりである。
日本大学は日本精神にもとづいて・道統をたっとび憲章に従い自主創造の気風をやしない文化の進展を図り世界の平和と人類の福祉に寄与することを目的とする。日本大学は広く知識を世界にもとめて深達な学術を研究して心身ともに健全な文化人を育成する事を使命とする
この改善案は、
- 原則として創意工夫して最小限の経費から最大限の効果をあげる。
- 教育内容の拡充強化を図る。
- 総論で世界的総合大学を目指して整備計画案の政策への対応

として組織の拡大・マスプロ教育を目指し、学習機能・研究機能・就職機能・校友会の強化、広報の合理化、教育は建学の精神である伝統的精神を方針とした。
当時高まりつつあった学生運動に対しては、日大会頭の古田重二良は学内での学生たちの政治活動を制限し、日大教授陣の強化のため海外・国内留学制度を強化、研究出版助成制度の創設と日大の組織改革を行った。
日大の大学院や短期大学部の再検討、女子教育や夜間教育の充実も挙げられていた。
また日大の各学部・学科の校舎や医学部病院など施設設備を強化するために「3ヵ年計画」を作成し、教育・研究内容の改善や教職員の待遇改善と教授陣の強化を図った。
だが、この「3ヵ年計画」は不景気による資金調達の困難から設備更新や不動産取得が難しくなり、新たに「5ヵ年計画」を作らざるを得なかった。
さらに、大学全体の教育充実と学生教職員の福利施設の拡充、育英制度の導入と学生会館・国際会館の建設、組織の近代化・合理化と産学協同の推進が謳われた。
この改善案をめぐって、日大の商経学部第二部（現・日本大学経済学部）自治会で共産党の活動家などの反対派の学生たちは古田重二良の改善案反対デモを起こした（日大改善案闘争）。
10月23日、商経学部二部自治会学生大会の時に勤務評定反対闘争（教育労働運動）に参加した自治委員の不当処分撤回と、日大改善案・警察官職務執行法改正案反対のストを決行。24日に全学授業を放棄し、ピケットを張り学内デモを起こした。
日大当局は25日に臨時休校を発令した。反対派の学生たちは高木学部長との会見を27日に日大側に要求したが、日大当局側は学部長との会見の要求に応じなかった。
日大当局は28日、29日の教授会で、スト決行の責任者7名を退学処分にする旨を発表した。
11月22日、この大学の退学処分の決定に不服に思った反対学生たちが学内抗議集会を日大職員に要求したが、日大の職員は学生に暴行を加えて抑止した。警職法改正案反対中央集会に参加してデモをしていた他大学の学生も、大学キャンパス内で巻き込まれ暴行を受けた。
日大当局側は事態を重く受け、高木学部長名で機動隊2000名を学内に導入し、大量の退学者・処分者を出して日大改善案闘争は終結した。これにより古田体制とその後の日大の学内体制が確立された。

### 日大の帝王
古田重二良が日大のトップとして先ず行ったのが、日大の個々の学部の独立採算制の導入と日大の附属校・準附属校の増設である。
既に旧制大学時代（日大は1920年から既に大学令に基づく大学だった）には、日大は一時期は高等文官試験司法科合格者数がトップになり、多数の合格者を輩出していた。当時は「司法の日大」と呼ばれるほど大規模なものになっていた。
しかし、戦時中に大阪府にあった専門学校と大阪中学校を分離し、さらに終戦直後に4つあった附属校のうち3つを別法人として独立（現在の特別附属校）するなど、日大は組織の規模を縮小していった。
その上、戦災とそれに伴う疎開で福島県から静岡県に至る各地に日大の学部が分散し、日大は全体的な統制に欠いていた。
このため古田重二良は、日大の教養部や各専門学部に大きな権限を与えつつ独立採算での運営を行わせ、さらに日大本体のみならず各学部にもそれぞれ附属学校を持つことを認めた。
一方で大学本体としては、1952年（昭和27年）に日本相撲協会から両国国技館を買収して改装の上で日大講堂とし、1959年（昭和34年）10月6日に創立70周年記念式典を同地で挙行した。
式典には昭和天皇と香淳皇后の臨席があり、岸信介首相を始め文部大臣、各大臣、日本大学の総長、日本大学の校友、日本大学の学生ら約5000人が参列した式典で厳粛のうちに盛大に執り行われた。
さらに神武景気からの経済成長を見越す格好で学部の新増設にも着手、既に文学部と旧高等師範部を包括する格好で文理学部が新設された。
1952年には、東京獣医畜産大学を農学部に吸収して農獣医学部へと改組し、1957年には経済学部商業学科を商学部に分離した。特に戦後の教育改革では、産業界の要請を受けて学校制度の中に職業教育の課程の理工系教育が重視されたことから、古田重二良は「理工系学部の新増設」にも熱心に取り組んだ。
具体例は、福島県に移転していた「専門部工科」は第二工学部→工学部（日本大学工学部）とする一方で、東京の駿河台の「工学部」は理学系の学科を増設して理工学部（日本大学理工学部）に改組した。さらに理工学部の経営工学科を母体に1965年（昭和40年）に第一工学部→生産工学部を設置し、新たな学部として分離独立させた（日本大学生産工学部）。その日大生産工学部ではいち早くインターンシップを取り入れ産学連携の一環としても重要な意義があった。
その他にも以下の学部・学科が古田時代に新増設されている。
- 日本大学法学部 - 経営法学科・管理行政学科
- 日本大学経済学部 - 産業経営学科
- 日本大学芸術学部 - 放送学科
- 日本大学短期大学部 - 放送学科・栄養学科・建築学科・機械学科
- 日本大学通信教育部 - 商学部商業学科

こと1960年（昭和35年）から3ヵ年計画を・大学進学者が増加する1963年（昭和38年）から5ヵ年計画を立て、日大の教育や研究の整備教職員の資質向上のため教職員研修会を開催して優秀な教員の確保を行った。
湯川秀樹を日本大学顧問として招聘し、湯川の指導下でノーベル賞（ノーベル物理学賞）レベルを目指して国公立大学・私立大学を問わず、一番学会に権威のある教員を少なくても1学科1人を配置し、あらゆる分野で世界的な研究者を50人程度配置するのを目標とした。
古田重二良は、戦後の国際社会では科学技術は日進月歩で発展し、大学の研究重要度はますます高まっていくが、原子力支配の世界において日本の大学は理系学部の教育研究が少ないとの問題意識を抱いていた。
この為、古田重二良は日大内部の理系の学部比率を上げていき、国内の大学を相手にするのではなく世界の大学を相手にする世界的総合大学の確立を目標にした。
現在の日本大学も、文系と理系の割合は米国などの海外の大学に近いものがあり、日本の大学の中で学部と学科の多様さ予算規模は他大学に比べて優れている点が特徴的である。
さらに戦後の第一次ベビーブーム（団塊の世代）による大学生人口の増加を見越して大学の入学定員を増やす一方で、地方の私立高校を日大統一テストの受験による選考で系列下に置く準附属校の制度を発足させ、ベビーブームが終わった後の学生の確保にも着手した。
1957年（昭和32年）に32億円であった日本大学の収入は、10年後の1968年（昭和43年）には約10倍の300億円に達した。

### 日大闘争
こうした古田重二良の拡大政策は、日大病院などの事業収入はありながらも高いコストとして跳ね上がり、日大の学費は年ごとに値上げされる状態が続いた。また日大改善案闘争以降、学生の政治運動は著しく制限され、建学の精神と学風と伝統から日大自治会は私学連に加盟したものの、左翼・学生運動・安保運動の全学連には加盟しない状態が続いた。
大学新聞の『日本大学新聞』は大学当局により事前に内容がチェックされ、日大学部祭でのイベントは学部から事前に許可が下りないと実行できなかった。
安保闘争では、古田会頭と永田総長は日大の学生たちに不参加を呼びかけ、闘争に参加した学生に対して処分を下している。
1968年（昭和43年）に日大で22億円の使途不明金が発覚したことから、それまでの学生の不満が一挙に爆発し、劣悪な教育環境やマスプロ教育の改善、学生の政治活動の自由化や体育会系などの右翼学生による暴力反対など、大学全体を巻き込む事態にまで発展した。
日大の学生たちは「打倒古田」「古田を倒せ」とプラカードをもって叫び、激しい抗議活動を行った。
この日大紛争では警察官が死亡し、その責任で永田菊四郎・日大総長は辞職した。
日大会頭の古田重二良は、秋田明大率いる日本大学全学共闘会議から攻撃の標的とされた。
古田重二良は両国日大講堂（旧両国国技館）における「大衆団交」の大学当事者として出席したが、日大全共闘から激しい糾弾を受けて、古田は会頭を辞任した。
後任総長は教職員の公選によって歯学部長の鈴木勝が日大総長となった。日大理事長には新たに高梨公之が理事長となるが、古田重二良は新たに日大会長となり、かねてから親交があった佐藤栄作からも唆されて、結果的に闘争学生を警察力で鎮圧した。
闘争の最中、古田重二良は駿河台日本大学病院にて日大全共闘の学生に分からないように偽名で「古田二郎」の名義で入院加療していたものの、1970年（昭和45年）に肺ガンで死去した。日大紛争の学生の反乱や自身の会頭としての経営が正しかったのかを悔やみながら死去した。

### 学外での活動
1953年に秋田短期大学（現・秋田栄養短期大学）が開学された際には、古田重二良は請われて初代理事長を務めている。
古田重二良は旧制大学時代からの日本大学と政財界とのパイプをフルに活用した。
1962年には「『東西』冷戦下において日本大学建学の精神の基に『世界調和と人類繁栄』の構築」を目的として「財団法人日本会」を創設した。そのトップには、佐藤栄作が総裁に、古田重二良は会長に就任した。
その他にも、古田重二良は日本私立大学連盟の常務理事、私立学校審議会の会長をそれぞれ務め、大学設置審議会委員や日本柔道高段者会会長も歴任した。

## 人物

### 人物評
日大で同級生だった池田正之輔衆議院議員は、古田重二良を次のように評した。
「秋田犬のように噛み付いたら離れない人並みはずれて執念深い性格の持ち主である」。
日本私学振興財団初代理事長の永沢邦男は、古田重二良について次のように語った。
「戦後の私学人のなかで、日大の古田さんくらい金を集めることが上手で、私学のためこの人ほど金を使った人はいない」。

### 日大トップとしての功罪
日大会頭の古田重二良には、日本大学の歴史に対する功罪両面がある。
戦後教育の民主化と戦後復興から日本は大きく経済成長し、国民生活も向上した。そして、日本の大学は大衆化して高等教育の進学率が上昇した。
それまでの日本では、勤勉であるインテリ層やエリート層が進学するエリート教育機関であった「高校」と「大学」は、昭和30年代には高等学校の進学率が50%であり、大学進学率が10%であった。つまり、その頃の日本は、高校及び大学の進学率が低い中卒・高卒の学歴が主流の「低学歴社会」であった。
しかし、その後、昭和40年代には高校進学率が70%であり、大学進学率が20%であり、昭和50年代には高校進学率が90%であり、大学進学率が37%となっていった。
大学教育が大衆化していくと、それに対応する形で高度経済成長に適応した高等教育が必要となり、国（文部省）は教育政策でアメリカの科学技術・文化を日本の教育に取り入れるようになった。
これに影響されて首都圏の大学は、一般人が比較的目指せるものとして、エリート期からマス段階（大衆化）に移行しつつあった。
特に日大では、アメリカなど欧米諸国の大衆化した教育文化に影響され進学率上昇を踏まえてマスプロ教育が導入され、少子化社会への移行を踏まえた正付属など附属校のほか、準付属など系属校が整備された（※1970年代に既に少子化は始まっていた）。
日大会頭の古田は、大学の進学率が低かった頃に、成熟した欧米諸国にある大規模校のように、日大を日本一のマンモス校へと成長させた。
また古田は、日大を戦前・戦後期のエリート層しか進むことのできなかった高等教育機関ではなく比較的一般人が目指せるものとした。また前述した学部・学科の新増設なども産業界の教育に対する要請に応える要素が大きかった。
その一方で、日大紛争（日大闘争）により劣化した設備や教育内容、体育会系の右翼学生が度々起こす暴力事件など、マスプロ教育の負の側面を露呈した。
さらに学部自体の独立採算制は、学部あって日大無しと言われるほどの独立性を高める一方で、学部間の確執や対立を引き起こすマイナス面も招いた。
加えて日大闘争は、政財界ばかりか芸能・マスコミ・スポーツ界にわたる日大閥を巻き込むほど大規模に発展した。この時、巨額の金が日大の学内で動くようになり、それに伴う利権争いや派閥争いが日大で激化することとなった。
アカデミズムより法人としての利益を優先する姿勢に対しては日大内部でも評価と批判が相半ばするところがある。
日本大学通信教育部では総合科目の「日本大学を学ぶその120年の歴史」で古田重二良が中興の祖として教えられている。

### 文明観・総合大学院構想
古田重二良は、科学の進歩による物質文明の弊害、世界諸文化の流入による思想的混沌、資本主義と共産主義との2大イデオロギーの対立の解決のためには精神的・宗教的・思想的な面の研究も行う必要があると考えていた。
原子力研究所と精神文化研究所と総合科学研究所をもって、「物心一如の総合的研究」を志向する「総合大学院」で日大の独自性を打ち出す高度な研究を目指した。
1957年、原子力研究所（現：日本大学量子科学研究所）を開設。1962年、精神文化研究所については日本会を自ら創設することで実現した。

総合科学研究所に関しては日大闘争によって古田の生前に実現することは出来ず、瀬在幸安総長時代の2005年に大学院総合科学研究科が開設に至ったが、2015年に廃止されている。

## 叙位
従三位勲一等